# Václav Šimerka
Václav Šimerka (také Wenzel Schimerka) (20. prosince 1819 Vysoké Veselí – 26. prosince 1887 Praskačka) byl český matematik, fyzik, filosof a kněz.

## Život
Po zakončení gymnázia v Jičíně studoval filozofii v Praze a teologii v Hradci Králové. Roku 1845 byl vysvěcen na kněze a přijal práci kaplana ve Žlunicích u Jičína. Nakonec v roce 1852 složil zkoušky učitelské způsobilosti z matematiky a začal v Praze se studiemi fyziky, po kterých pracoval jako pomocný učitel na gymnáziu v Českých Budějovicích. Od roku 1862 byl farářem ve Slatině u Žamberka a od roku 1886 farářem v Jenšovicích u Vysokého Mýta. V této době začal uveřejňovat mnoho děl a článků, většinou s přírodovědeckými tématy a částečně psaných v němčině. Některé výsledky jeho studií byly použity při sestavování školních učebnic.

## Objevy
Václav Šimerka se ve svých pracích mimo jiné zabýval tzv. Carmichaelovými čísly. Již v roce 1885 objevil prvních 7 těchto čísel (561-8911), ovšem jeho práce nevešla mezi soudobými matematiky ve známost. Až v roce 1899 zformuloval jeho německý kolega Alwin Korselt kritérium definující tato čísla, aniž by současně uvedl nějaké příklady. Nakonec roku 1910 bylo první takovéto číslo (561) připsáno americkému matematikovi Robertu Carmichaelovi, po kterém byla všechna tato čísla pojmenována.

## Dílo
- Die Perioden der quadratischen Zahlformen bei negativen Determinanten (Praha, 1858)
- Die Lösungen zweier Arten von Gleichungen (Wien, 1859)
- Die trinären Zahlformen und Zahlwerthe
- Přispěvky k neurčité analytice
- Die rationalen Dreiecke (Praha, 1869)
- Součty celých v lomené arithmetické posloupnosti
- Řetězové pravidlo u shod
- Jednočlenná perioda zbytků z mocnin bes předchozích členů...
- Jednočlenná perioda zbytků z mocnin s předcházejícími členy
- Zbytky z arithmetické posloupnosti
- Die Kraft der Ueberzeugung. Ein mathematisch-philosophischer Versuch (Wien, 1883)
- Dampfkessel und Dampfmaschinen und ihre Wartung (Plzeň, 1889)